# 尹承伯
尹承伯（1993年—），男，山东长清人，中国航空模型运动员，曾任江苏航空模型队教练。